# Arthur Tubman Military Academy
Die Arthur Tubman Military Academy war eine Ausbildungsstätte für Offiziere der Streitkräfte Liberias. Sie bildete zugleich eine Außenstelle der in Monrovia befindlichen University of Liberia und bildete Offizieranwärter der liberianischen Streitkräfte und zivile Studenten aus, die eine akademische und militärische Ausbildung erhalten sollten.

## Name
Die Ausbildungsstätte ist nach Reverend Arthur Tubman benannt, dieser war der Vater des Präsidenten William S. Tubman und auch General der liberianischen Armee.

## Lage
Die Ausbildungsstätte befindet sich etwa 45 Kilometer (Luftlinie) nördlich der Hauptstadt Monrovia nahe der Ortschaft Igenta und etwa einen Kilometer vom Saint Paul River entfernt. In der Nähe befindet sich auch der Mount-Coffee-Staudamm.

## Geschichte
Die Streitkräfte Liberias, zu diesem Zeitpunkt noch Frontier Force for Liberia (deutsch: Liberianische Grenztruppen) waren während des Zweiten Weltkrieges Verbündete der Vereinigten Staaten, die erforderlichen Voraussetzungen für eine zeitgemäße militärische Ausbildung und Ausrüstung wurden bereits 1940 bei einem Treffen des US-Admirals LeBreton mit dem liberianischen Staatssekretär Simpson an Bord des Kreuzers Omaha vor der Küste von Monrovias vorbereitet.
Die militärische Grundausbildung der Soldaten wurde fortan im sogenannten Barclay Trainings Center in Monrovias Stadtteil Congo Town absolviert. Hierbei handelte es sich zunächst nur um ein spartanisch eingerichtetes Zeltlager am Rande der Hauptstadt. Bis auf wenige Ausnahmen blieben liberianische Militärs aber von der aktiven Teilnahme an Kampfhandlungen in Europa verschont. Die Gründung einer eigenen liberianischen Armee wurde von Präsident William S. Tubman Anfang der 1960er Jahre in Angriff genommen, als die europäischen Kolonialreiche in Afrika auseinanderbrachen und in den Nachbarstaaten Kolonialkriege und bürgerkriegsartige Zustände befürchtet wurden.
Die Armed Forces of Liberia (AFL) wurden 1962 aus den Grenztruppen gebildet, zur Ausbildung der benötigten Offiziere wurde Ende der 1960er Jahre die Arthur Tubman Military Academy als Außenstelle der Universität gegründet.
Neben den USA schickte in den 1960er Jahren auch Israel Militärausbilder nach Liberia.
Der in einer waldreichen Gegend errichtete Gebäudekomplex wurde während des Bürgerkrieges angegriffen und teilweise zerstört.

## Neuaufbau der Armee

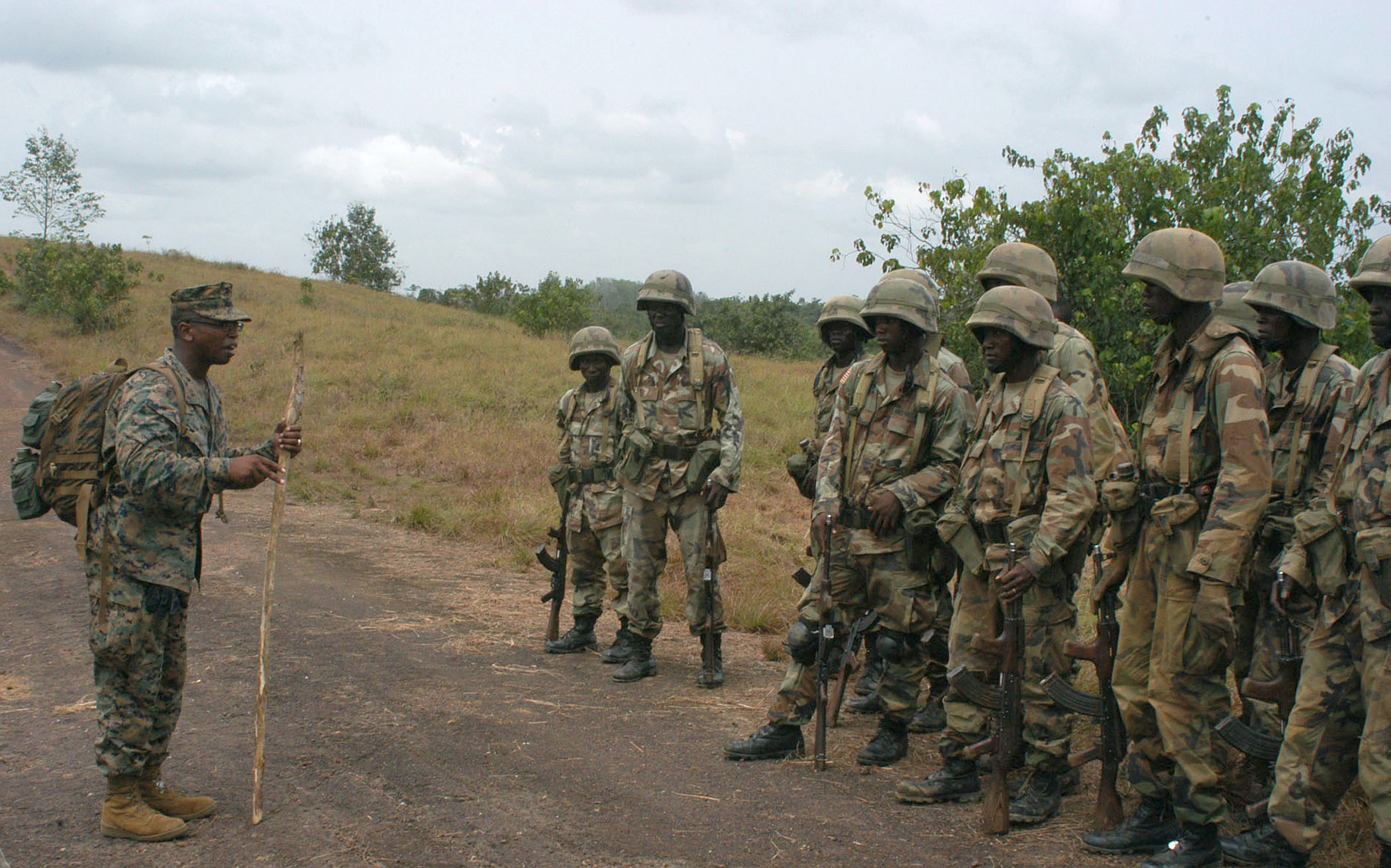
US-Ausbilder mit ersten Rekruten der im Wiederaufbau befindlichen liberianischen Armee (Camp «Sandee S. Ware», Careysburg Distrikt, 2009)

Am 17. Juli 2007 wurde der ehemalige liberianische Verteidigungsminister, Generalmajor Charles Julu, in der Republik Elfenbeinküste wegen Vorbereitung eines Staatsstreiches gegen die Regierung Ellen Johnson-Sirleaf verhaftet und inhaftiert. Die im liberianischen Bürgerkrieg zerbrochene und demoralisierte Armee, bei Kriegsende noch 13.770 Soldaten, wurde vollständig demobilisiert.

Auf Beschluss der Regierung begann im Januar 2006 der Neuaufbau der Armee nach dem Vorbild und Ausbildungsstandard der US Army. Das liberianische Militär bildet mit vier Bataillonen die 23. Infanterie-Brigade der ECOMOC-Truppen Westafrikas. Vorübergehend wird ein nigerianischer General den Oberbefehl über die Armee ausüben. Alle Armeeangehörigen und zivilen Mitarbeiter müssen vor ihrem Eintritt eine Prüfung absolvieren, um die Aufnahme ehemaliger Kriegsverbrecher zu verhindern. Es wurden drei Militärlager und Ausbildungsstätten angelegt:
- Barclay Trainings Camp (Monrovia)
- Edward B. Kessely Military Barracks (ehemals Camp Schieffelin)
- Sandee S. Ware Military Barracks (Careysburg).

Seit Januar 2010 befinden sich etwa 60 US-Militärausbilder der Sicherheitsfirma DynCorp in Liberia, um den Wiederaufbau der Liberianischen Armee zu ermöglichen. Wegen fehlender Infrastruktur wird ein Teil der Offiziersausbildung und weitere Speziallehrgänge in den USA absolviert. Auch die Volksrepublik China bot der liberianischen Regierung ihre Unterstützung an, sie stellte den Bau einer Militärkaserne für 700 Soldaten bei Tubmanburg in Aussicht.